# Fact or Faked: Paranormal Files
Fact or Faked: Paranormal Files è una serie televisiva statunitense di investigazioni su fenomeni paranormali prodotta dalla Base Productions e trasmessa a partire dal 15 luglio 2010, su Syfy. Il programma segue un team di investigatori, capitanati dall'ex agente dell'FBI Ben Hansen, che visionano varie fotografie e video virali (prevalentemente provenienti da internet) mostranti attività paranormali. Se uno di essi è particolarmente intrigante e necessita di alcune indagini, essi si recano sul luogo per cercare di ricreare il fenomeno mostrato.

## Cast
Cast attuale (Stagione 2)
- Ben Hansen – Leader del team
- Jael de Pardo – Giornalista
- Bill Murphy – Scienziato
- Austin Porter – Stunt expert
- Lanisha Cole – Fotografo[3]
- Devin Marble – Tech specialist

Ex membri del cast
- Larry Caughlan, Jr. – Specialista in effetti speciali
- Chi-Lan Lieu – Esperta in fotografia

Ospiti
- Josh Gates – Investigatore, ospite di Destination Truth
- Kofi Kingston - WWE wrestler

## Commenti
Il programma è stato descritto come "un misto tra Destination Truth e MythBusters". La rivista Variety disse sul programma – "Ora sappiamo quello che Fox Mulder avrebbe fatto dopo aver lasciato l'unità "X-Files": fare il suo reality-TV show!" Will Wade di Common Sense Media ha detto che la squadra sembra essere stata selezionata per la loro abilità sul set piuttosto che per la loro disponibilità per la TV.

## Episodi
| Stagione | Stagione | Episodi | Inizio messa in onda | Fine messa in onda |
| -------- | -------- | ------- | -------------------- | ------------------ |
|          | 1        | 12      | 15 luglio 2010       | 9 dicembre 2010    |
|          | 2        | 24      | 23 marzo 2011        | 26 giugno 2012     |

### Prima stagione (2010)
- Burning Rubber / Hyperjump
- Unwanted Visitors / Strange Sightings
- Off the Deep End / Houseguest
- Predator / Red Sky At Night
- Blazing Horizon / Rollover
- The Caretaker / Cutter
- Haunted Mansion Mist / Starlight Intruder
- Symphonic Spirits / Hovering Humanoid
- Sasquatch Sprint / Alien Attacker
- Mystery Mermaid / Ghostly Guardian
- Lunar Landing Hoax / Tropical Intruder
- Bayou Beast / River Ghost

### Seconda stagione (2011 - 2012)
- The Real Battle of LA / Queen Mary Menace
- Fire in the Sky / Thermal Theater Ghost
- Raining UFOs / Ectoplasmic Pic
- Playground Poltergeist / Alien Intruder
- Dashcam Chupacabra / Nightly News Alien
- Whaley Ghost House / Muck Monster
- * UFO Crash Landing / Graveyard Ghost
- Area 51 / Cajun Apparition"
- Sinister Spirals / Flying Saucers
- Asylum Apparition / Mystery Over Mexico
- Old West Hauntings / Freeway Flyer
- Bar Fright / Mexico City Cave Witch
- The Grim Sleeper / The Real Mr. Freeze
- Bay Area Hysteria / Jersey Shore Haunting
- * Vanishing Victim / Sky Serpent
- Pride House Specter / Bluegrass Bigfoot
- Battleship / UFO
- Reptile Rampage / Gasoline Ghoul
- Glowing Gargoyle / Phantom Feline
- Florida Woodland UFO / Black Forest Entity
- Graveyard Lightning / Truck Stop Terror
- Into the Vortex / Tavern Shapeshifter
- Surveillance Specter / Morgue Mystery
- Iceland Worm Monster / Stonehenge Secrets